# Trinidad (Distrikt in Paraguay)
Trinidad ist ein Distrikt im Departamento Itapúa von Paraguay. Er besteht seit dem 31. August 1966.
Die Ursprünge gehen auf das Jahr 1706 zurück, in dem der Jesuitenpater Juan de Anaya zusammen mit einer Gruppe von Menschen aus dem Dorf San Carlos die Jesuitenreduktion La Santísima Trinidad de Paraná gründete.
Der Distrikt Trinidad erstreckt sich über eine Fläche von 257 km². Beim Zensus 2002 wurden 6.873 Einwohner gezählt, wovon 2.417 (35 %) in der urbanen Zone lebten. Er wird umgeben von den Nachbardistrikten Jesús, Hohenau, Nueva Alborada und Capitán Miranda.